# Сёяха
Сёяха (Сё-Яха) — село в Ямальском районе Ямало-Ненецкого автономного округа России. 

## География
Село расположено в средней части полуострова Ямал на реке Сёяхе в месте её впадения в Обскую губу. Входит в пограничную зону РФ, которая в пределах ЯНАО установлена в полосе местности шириной 10 км от морского побережья.
Находится на расстоянии 2205 км от Северного Полюса.

### Климат
Климат села — полярный, средняя температура самого тёплого месяца (июля) не превышает +10°C. В зимние месяцы, благодаря влиянию Гольфстрима и Северного Ледовитого океана, сильные морозы смягчаются и случаются реже, чем в других расположенных на близких широтах населённых пунктах внутри континента (Норильск, Хатанга).
| Показатель                                          | Янв.  | Фев.  | Март  | Апр.  | Май   | Июнь  | Июль | Авг. | Сен. | Окт.  | Нояб. | Дек.  | Год   |
| --------------------------------------------------- | ----- | ----- | ----- | ----- | ----- | ----- | ---- | ---- | ---- | ----- | ----- | ----- | ----- |
| Абсолютный максимум, °C                             | −0,4  | 1,3   | 1,2   | 7,0   | 10,9  | 27,1  | 31,5 | 25,9 | 18,9 | 10,1  | 4,0   | 0,9   | 31,5  |
| Средний суточный максимум, °C                       | −20,3 | −20,2 | −15,6 | −9,9  | −3    | 6,1   | 12,5 | 11,7 | 6,3  | −2,7  | −12,2 | −16,9 | −8    |
| Средняя температура, °C                             | −24   | −23,9 | −19,1 | −13,7 | −5,5  | 3,3   | 9,1  | 9,0  | 4,2  | −4,7  | −15,2 | −20,4 | −12,6 |
| Средний суточный минимум, °C                        | −27,8 | −27,7 | −23,1 | −17,7 | −8,1  | 1,0   | 6,1  | 6,6  | 2,3  | −7    | −18,5 | −24   | −17,2 |
| Абсолютный минимум, °C                              | −48,9 | −52,2 | −47,4 | −42   | −30,4 | −13,9 | −3   | −2,2 | −7,9 | −31,1 | −37,8 | −50,6 | −52,2 |
| Норма осадков, мм                                   | 26    | 20    | 22    | 20    | 21    | 22    | 27   | 27   | 37   | 30    | 29    | 29    | 310   |
| Источник: http://pogodaiklimat.ru/climate/20967.htm |       |       |       |       |       |       |      |      |      |       |       |       |       |

## Название
"Сё" - переводится с ненецкого языка, как - горло\песня, "яха" - река. 

## История
Посёлок был основан в 1930-х годах. В 1936 году была организована метеорологическая служба. Развитие посёлка обусловила организация геологоразведочных работ на Ямале. В 1968 году Сёяха стала центром базирования Заполярной геологоразведочной экспедиции (ЗГЭ), действовавшей до 1991 года.
В посёлке расположена школа-интернат, где обучаются в том числе и дети из других населённых пунктов региона, чьи родители ведут кочевой образ жизни. Была основана в 1935 году как начальная школа, в 1977 году стала полной средней. В 2000 году было сдано в эксплуатацию новое здание на более чем 500 мест.
В 2012 году проектной организацией АО «Гипровостокнефть» была разработана проектная и рабочая документация развития посёлка.
С 2004 по 2021 год образовывало сельское поселение село Сёяха, упразднённое в 2021 году в связи с преобразованием муниципального района в муниципальный округ.

## Население
По данным переписи 2002 года из 2318 жителей села 83 % населения составляли ненцы, 17 % — русские и другие.
Население, ведущее кочевой образ жизни, занимается преимущественно оленеводством, охотой, рыбной ловлей и живёт в традиционных северных жилищах — чумах.
| 1989  | 2002  | 2010  | 2011  | 2012  | 2013  | 2014  |
| ----- | ----- | ----- | ----- | ----- | ----- | ----- |
| 1632  | ↗2318 | ↗2605 | ↗2615 | ↘2595 | ↗2612 | →2612 |
| 2015  | 2016  | 2017  | 2018  | 2019  | 2021  |       |
| ↗2641 | ↗2674 | ↗2714 | ↗2745 | ↗2792 | ↘2612 |       |

## Транспорт
Посёлок связан вертолётным сообщением с Салехардом (рейсами через Яр-Сале и Мыс-Каменный). Зимник до вахтового посёлка Бованенково. Речной порт.